# Шамујак
Шамујак (фр. Chamouillac) насеље је и општина у западној Француској у региону Поату-Шарант, у департману Приморски Шарант која припада префектури Жонзак.
По подацима из 2011. године у општини је живело 348 становника, а густина насељености је износила 42,49 становника/km². Општина се простире на површини од 8,19 km². Налази се на средњој надморској висини од 60 метара (максималној 87 m, а минималној 23 m).

## Демографија
| 1962. | 1968. | 1975. | 1982. | 1990. | 1999. | 2011. |
| ----- | ----- | ----- | ----- | ----- | ----- | ----- |
| 264   | 338   | 288   | 303   | 316   | 322   | 348   |

График промене броја становника у току последњих година